# Кулман, Рудольф
Рудольф Кулман (нидерл. Rudolf Koelman; род. 2 октября 1959, Амстердам) — нидерландский скрипач.

## Биография

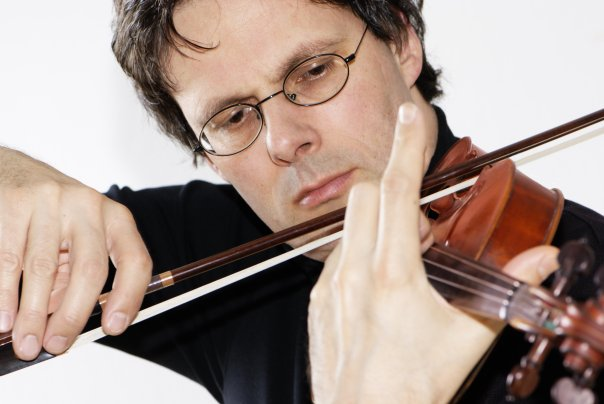

Кулман учился у Яна Бора и Германа Кребберса. В 1978—1981 гг. он занимался под руководством Яши Хейфеца в Лос-Анджелесе. В 1996—1999 гг. концертмейстер Королевского оркестра Концертгебау в Амстердаме. Преподавал в консерватории Фельдкирха и Винтертура, Дюссельдорфской Высшей школе музыки (2001—2005), с 2005 г. профессор Цюрихской Высшей школы искусств. Рудольфа Кулмана часто приглашают в жюри международных конкурсов и мастер классов включая «Международные музыкальные Голландские курсы» (International Holland Music Sessions) и «Кешет Эйлон» (Keshet Eilon) в Израиле. Новый альбом Рудольфа Кулмана «Паганини. Скрипичные концерты № 1 и № 2» получил приз, Edison Award, как наиболее популярный CD классической музыки 2010 г. в Нидерландах.
Кулман также записал сонаты для скрипки соло Иоганна Себастьяна Баха и Эжена Изаи, сонаты для скрипки и фортепиано Иоганнеса Брамса и Сергея Прокофьева, скрипичные концерты Генрика Венявского, Николо Паганини, Юлия Конюса, «Времена года» Вивальди и др.

## Инструменты
Кулман играет на скрипке мастера Дж. Ф. Прессенды 1829 г., а также на скрипке мастера Япа Болинка (Jaap Bolink) 1984 г.

## Солист
Рудольф Кулман выступал как солист с различными оркестрами, включая
Нидерландский филармонический оркестр, Бернский симфонический оркестр, Оркестр им. Брукнера (Линц), Камерный оркестр Концертгебау, Combattimento Consort (Амстердам), Fremantle Chamber Orchestra, Haydn Synfonietta Wien, Innsbrucker Symphonieorchester, Оркестр Западногерманского радио, Korean Broadcasting System Symphony Orchestra, Лозаннский камерный оркестр, Orchestra Sinfonica Siciliana, Radio Kamer Orkest, Radio Philharmonisch Orkest, Королевский оркестр Концертгебау, Stuttgarter Philharmoniker, Südwestdeutsche Philharmonie, Tokyo Philharmonic, Winterthurer Symphoniker, Orchester Musikkollegium Winterthur (Stadtorchester Winterthur) and Zürcher Kammerorchester.

## Дискография
- И.-С. Бах, Эжен Изаи, Эдвард Григ: соло сонаты (Григ — с Ференцем Богнаром (Ferenc Bognár)) 1984 (LP)
- «Rudolf Koelman plays his favorite encores»: 16 виртуозных композиций с Ференцем Богнаром (Ferenc Bognár) ORF 1986 (LP-CD)
- Камиль Сен-Санс, Пабло де Сарасате: Интродукция и рондо-каприччиозо, Цыганские напевы с оркестром Винтертур, 1988
- Юлий Конюс: Концерт ми-минор для скрипки с оркестром (запись с концерта, Take One Records) 1990
- Фриц Крейслер: 16 шедевров с Ульрихом Коеллой (Ulrich Koella), Ars 1991
- Иоганнес Брамс: Сонаты для скрипки и фортепиано, с Антуаном Оменом, Ars 1991
- Иоганнес Брамс, Густав Малер, Альфред Шнитке Фортепианный квартеты, Wiediscon 1994
- Сергей Прокофьев: 2 сонаты, с Антуаном Оменом, Ars 1993
- Антонио Вивальди: Времена года, Ars 1995
- Никколо Паганини: 24 каприса, (запись с концерта) Wiediscon 1996 & Hänssler Classics 2004
- Жан-Мари Леклер: 6 сонат для двух скрипок с Хенком Рюбингом (Henk Rubingh), 1998
- «The Magic of Wood» с 15 инструментами Роберто Регацци, Dynamic & Florenus 2005
- В. А. Моцарт 2 дуэта для скрипки и альт с Конрадом Цвикки (Conrad Zwicky) Wiediscon 2007
- Генрик Венявский: Скрипичный концерт № 2, ре-минор Камиль Сен-Санс: Интродукция Рондо-Каприччиозо, Хаванез, FCO/Jessica Gethin
- Никколо Паганини Скрипичные концерты № 1 и № 2, Нидерланды Симфонический Оркестр/ Jan Willem de Vriend (Challenge Classics CC72343)